# Nam Da-reum
Đây là một tên người Triều Tiên, họ là Nam.
Nam Da-reum (Hangul: 남다름, Hanja: 南多凜, Hán-Việt: Nam Đa Lẫm, sinh ngày 13 tháng 6 năm 2002) là một diễn viên người Hàn Quốc. Năm 2009, cậu bắt đầu sự nghiệp như một diễn viên nhí trong bộ phim truyền hình nổi tiếng Vườn Sao Băng. Tính đến thời điểm hiện tại Nam Da-reum đã tham gia hơn 50 bộ phim lớn nhỏ gồm cả phim truyền hình lẫn phim điện ảnh.

## Sự nghiệp diễn xuất
Xuất thân là một diễn viên nhí, nam diễn viên sinh năm 2002 đã "bỏ túi" cho mình rất nhiều dự án phim lớn. Nam Da-reum bắt đầu sự nghiệp diễn xuất vào năm 7 tuổi, khi tham gia đóng vai Ji Hoo lúc nhỏ trong bộ phim nổi tiếng Vườn sao băng. Lúc này, khán giả mới chỉ ấn tượng với Da-reum như một diễn viên nhí dễ thương. Càng lớn, Nam Da-reum càng khẳng định quen mặt người xem qua nhiều drama như Pinocchio, Khi Nhà Vua Yêu, Lục Long Tranh Bá, Yêu Tinh, Khi Nàng Say Giấc, Khách Sạn Ánh Trăng, Khởi nghiệp,...
Gần đây Nam Da-reum góp mặt trong 2 bộ phim với vai trò là nam chính, phim điện ảnh Đêm thứ 8 (Neftlix) và phim truyền hình Thiếu Nữ Phù Thủy Quyết Đấu. Với diễn xuất đa dạng và đầy cảm xúc, Nam Da-reum được nhận xét là "Lee Min Ho hay Kim Soo Hyun thế hệ hai’’.
Sắp tới, Nam Da-reum sẽ góp mặt trong bộ phim điện ảnh Birth (2022), vai chính trong phim truyền hình Monstrous (2022) và phần hai của bộ phim Thiếu Nữ Phù Thủy Quyết Đấu sẽ ra mắt trong năm 2022.

## Danh sách phim

### Phim truyền hình
| Năm  | Tiêu đề                                                    | Vai trò                                               | Kênh           |
| ---- | ---------------------------------------------------------- | ----------------------------------------------------- | -------------- |
| 2009 | Boys Over Flowers                                          | Yoon Ji-hoo lúc nhỏ                                   | KBS2           |
| 2009 | Partner                                                    | Lee Tae-jo lúc nhỏ                                    | KBS2           |
| 2009 | Soul                                                       | Kim Yoon-oh lúc nhỏ                                   | MBC            |
| 2009 | Hero                                                       | Choi Han-kyul                                         | MBC            |
| 2010 | A Man Called God                                           | Choi Kang-ta lúc nhỏ                                  | MBC            |
| 2010 | Home Sweet Home                                            | Lee Min-jo                                            | MBC            |
| 2011 | Gyebaek                                                    | Gyo-ki lúc nhỏ                                        | MBC            |
| 2011 | Living in Style                                            | Na Hwa-sung                                           | SBS            |
| 2011 | You're Here, You're Here, You're Really Here               | Go Chan-young lúc nhỏ                                 | MBN            |
| 2011 | Saving Mrs. Go Bong-shil                                   | Choi Seung-yoon                                       | TV Chosun      |
| 2012 | Love Again                                                 | Jin-ho                                                | jTBC           |
| 2012 | The Chaser                                                 | Kang Min-sung                                         | SBS            |
| 2012 | The King's Doctor                                          | Lee Sung-ha lúc nhỏ                                   | MBC            |
| 2013 | Ugly Alert                                                 | Gong Hyeon-seok lúc nhỏ                               | SBS            |
| 2013 | The Suspicious Housekeeper                                 | Eun Se-kyul                                           | SBS            |
| 2014 | Three Days                                                 | Han Tae-kyung lúc nhỏ                                 | SBS            |
| 2014 | Big Man                                                    | Kang Dong-seok lúc nhỏ                                | KBS2           |
| 2014 | Pinocchio                                                  | Ki Ha-myung/Choi Dal-po lúc nhỏ                       | SBS            |
| 2015 | Splendid Politics                                          | Lee Duk-Hyung lúc nhỏ                                 | MBC            |
| 2015 | Six Flying Dragons                                         | Lee Bang-Won lúc nhỏ (tập 1-4) Prince Lee Do (tập 50) | SBS            |
| 2016 | Memory (Korean Drama)                                      | Park Jung-Woo                                         | TvN            |
| 2016 | Mirror of the Witch                                        | Đệ tử của Heo-Jun (tập 20)                            | JTBC           |
| 2016 | Đoàn tùy tùng                                              | Wang-Ho (Tập 6)                                       | TvN            |
| 2016 | Yêu tinh/Goblin/Guardian: The Lonely and Great God         | Kim Soo-Bok (Tập 1,4)                                 | TvN            |
| 2017 | Bad Thief Good Thief                                       | Jang Min-Jae/ Han Joon-Hee lúc nhỏ                    | MBC            |
| 2017 | Khi Nhà Vua Yêu                                            | Wang Won lúc nhỏ                                      | MBC            |
| 2017 | Khi nàng say giấc                                          | Jung Jae Chan (lúc nhỏ)                               | SBS            |
| 2017 | Rain or Shine                                              | Lee Kang-doo (lúc nhỏ)                                | JTBC           |
| 2018 | Chuyện tình radio (Radio Romance)                          | Ji Soo Ho (lúc nhỏ)                                   | KBS2           |
| 2018 | Bước đến ôm em                                             | Yoon Na Moo / Chae Do Jin (lúc nhỏ)                   | MBC            |
| 2018 | Where Stars Land                                           | Lee Soo-yeon (lúc nhỏ)                                | SBS            |
| 2019 | Hotel Del Luna Khách sạn ánh trăng / Khách sạn ma quái     | Thần giếng (Tập 9)                                    | tvN            |
| 2020 | Start Up (Khởi Nghiệp)                                     | Han Ji Pyeong (lúc trẻ)                               | tvN \ Netflix  |
| 2020 | Em là một nửa đời anh                                      | Moon Ha-won (lúc trẻ)                                 | tvN            |
| 2020 | Đời tư (Private Lives)                                     | Kim Jae Wook (lúc nhỏ)                                | JTBC \ Netflix |
| 2021 | Một ngày nọ kẻ hủy diệt gõ cửa nhà tôi                     | Park Young / Gwi Gong-ja                              | tvN            |
| 2021 | Thiếu Nữ Phù Thủy Quyết Đấu (The Great Shaman Ga Doo Shim) | Na Woo Soo                                            | iQiYi          |

#### Phim
| Năm  | Tiêu đề                        | Vai trò               |
| ---- | ------------------------------ | --------------------- |
|      | Saturday Afternoon (phim ngắn) |                       |
| 2013 | No Breathing                   | Jung Woo-sang lúc nhỏ |
| 2014 | Kundo: Age of the Rampant      | Jo Yoon lúc nhỏ       |
| 2015 | Chronicle of a Blood Merchant  | Heo Il-rak            |

2021

### Music video
| Năm  | Ca khúc          | Ca sĩ  |
| ---- | ---------------- | ------ |
| 2009 | "I Cry"          | Rizi   |
| 2016 | "You're So Fine" | CNBLUE |
| 2016 | "Glory Days"     | CNBLUE |

## Giải thưởng và đề cử
| Năm  | Giải thưởng                 | Thể loại               | Đề cử                   | Kết quả   |
| ---- | --------------------------- | ---------------------- | ----------------------- | --------- |
| 2015 | 4th APAN Star Awards        | Diễn viên trẻ xuất sắc | Pinocchio               | Đoạt giải |
| 2017 | MBC Drama Awards lần thứ 36 | Diễn viên trẻ xuất sắc | Khi nhà vua yêu         | Đoạt giải |
| 2017 | SBS Drama Awards lần thứ 25 | Giải diễn viên trẻ     | While You Were Sleeping | Đề cử     |

## Liên kết
- Nam Da-reum trên Instagram
- Nam Da-reum trên Twitter
- Nam Da-reum trên HanCinema
- Nam Da-reum tại Korean Movie Database
- Nam Da-reum trên IMDb